# 诺阿亚克 (吉伦特省)
诺阿亚克（法語：Noaillac，法語發音：[nɔajak]）是法国吉伦特省的一个市镇，属于朗贡区。

## 地理
诺阿亚克（44°30'58"N, 0°0'40"W）面积7.94 平方千米，位于法国新阿基坦大区吉倫特省，该省份为法国西南部沿海省份，是法國本土面积最大的省，北起滨海夏朗德省，西临大西洋，南至朗德省，东南接洛特-加龍省，东临多爾多涅省。
与诺阿亚克接壤的市镇（或旧市镇、城区）包括：于尔、阿亚斯、丰泰、卢皮亚克-德拉雷奥勒、加龙河畔梅扬、圣索沃尔德梅扬。

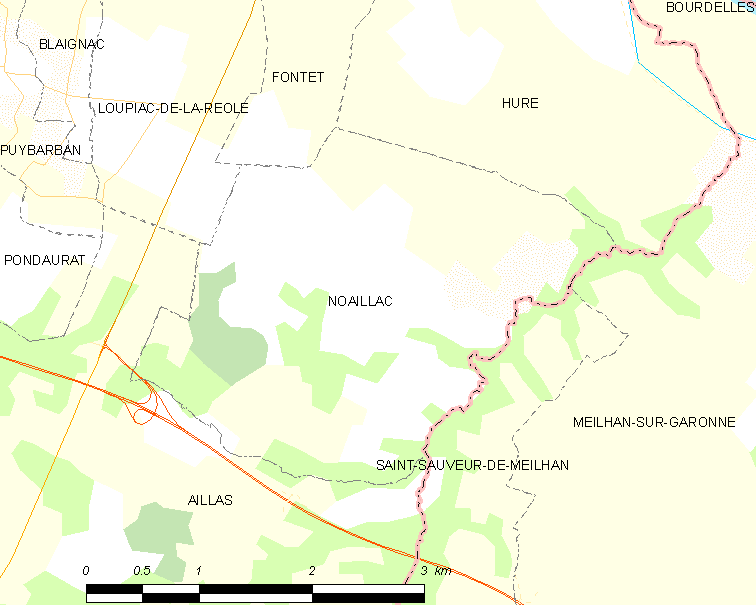
的OSM定位图

诺阿亚克的时区为UTC+01:00、UTC+02:00（夏令时）。

## 行政
诺阿亚克的邮政编码为33190，INSEE市镇编码为33306。

## 政治
诺阿亚克所属的省级选区为勒雷奥莱-莱巴斯蒂德县。

## 人口

1962-2008年间人口变化图示

诺阿亚克于2022年1月1日时的人口数量为559人。